# Província de Lamphun
Lamphun (tailandès ลำพูน, IPA: [lām.pʰūːn]) és una de les províncies (changwat) del nord de Tailàndia. Les províncies veïnes són, començant pel nord i en el sentit de les agulles del rellotge, Chiang Mai, Lampang i Tak.

## Geografia
La província de Lamphun es troba a la vall del riu Ping, envoltada per serralades muntanyoses, a 670 quilòmetres de Bangkok i només a 26 quilòmetres de Chiang Mai.
| Paràmetres climàtics mitjans de Lamphun (1961-1990) | Paràmetres climàtics mitjans de Lamphun (1961-1990) | Paràmetres climàtics mitjans de Lamphun (1961-1990) | Paràmetres climàtics mitjans de Lamphun (1961-1990) | Paràmetres climàtics mitjans de Lamphun (1961-1990) | Paràmetres climàtics mitjans de Lamphun (1961-1990) | Paràmetres climàtics mitjans de Lamphun (1961-1990) | Paràmetres climàtics mitjans de Lamphun (1961-1990) | Paràmetres climàtics mitjans de Lamphun (1961-1990) | Paràmetres climàtics mitjans de Lamphun (1961-1990) | Paràmetres climàtics mitjans de Lamphun (1961-1990) | Paràmetres climàtics mitjans de Lamphun (1961-1990) | Paràmetres climàtics mitjans de Lamphun (1961-1990) | Paràmetres climàtics mitjans de Lamphun (1961-1990) |
| Mes                                                 | Gen.                                                | Feb.                                                | Mar.                                                | Abr.                                                | Mai.                                                | Jun.                                                | Jul.                                                | Ago.                                                | Set.                                                | Oct.                                                | Nov.                                                | Des.                                                | Anual                                               |
| --------------------------------------------------- | --------------------------------------------------- | --------------------------------------------------- | --------------------------------------------------- | --------------------------------------------------- | --------------------------------------------------- | --------------------------------------------------- | --------------------------------------------------- | --------------------------------------------------- | --------------------------------------------------- | --------------------------------------------------- | --------------------------------------------------- | --------------------------------------------------- | --------------------------------------------------- |
| Temperatura diària màxima °C (°F)                   | 30 (86)                                             | 34 (93,2)                                           | 37 (98,6)                                           | 38 (100,4)                                          | 35 (95)                                             | 33 (91,4)                                           | 33 (91,4)                                           | 33 (91,4)                                           | 32 (89,6)                                           | 31 (87,8)                                           | 30 (86)                                             | 29 (84,2)                                           | 33 (91,4)                                           |
| Temperatura diària mínima °C (°F)                   | 14 (57,2)                                           | 16 (60,8)                                           | 19 (66,2)                                           | 23 (73,4)                                           | 24 (75,2)                                           | 24 (75,2)                                           | 24 (75,2)                                           | 24 (75,2)                                           | 24 (75,2)                                           | 23 (73,4)                                           | 20 (68)                                             | 14 (57,2)                                           | 20,8 (69,4)                                         |
| Precipitació total mm (polzades)                    | 3 (0,1)                                             | 2 (0,1)                                             | 5 (0,2)                                             | 41 (1,6)                                            | 162 (6,4)                                           | 136 (5,4)                                           | 112 (4,4)                                           | 140 (5,5)                                           | 192 (7,6)                                           | 121 (4,8)                                           | 64 (2,5)                                            | 4 (0,2)                                             | 982 (38,7)                                          |
| Font:                                               |                                                     |                                                     |                                                     |                                                     |                                                     |                                                     |                                                     |                                                     |                                                     |                                                     |                                                     |                                                     |                                                     |

## Història
Sota l'antic nom de Haripunchai, Lamphun va ser la ciutat més al nord del regne Mon durant el període Dvaravati, i també l'última a caure en mans tailandeses. Cap a finals del segle xii va estar assetjada per l'Imperi Khmer, però va resistir. No obstant això, el 1281 el rei Mengrai de Lanna finalment es va apoderar de la ciutat, convertint-la en part del seu regne. Després de l'expansió de Birmània al segle xvi, Lamphun va quedar sota el govern de Birmània durant dos segles. Al segle xviii, amb l'alçament del Thonburi i Bangkok contra el domini dels birmans, els líders locals van acordar aliar-se a revolta, i Lamphun va quedar finalment lliure dels birmans i governada per un parent del líder de Lampang, obtenint l'estatus de vassall de Bangkok. Després de la reforma administrativa del govern de Bangkok de finals del segle xix, Lamphun va esdevenir part, com a província, del regne de Siam i posteriorment de Tailàndia.

## Símbols
El segell provincial mostra el temple de Wat Phra That Haripunchai, que ja era el principal temple de la ciutat de Lamphun durant l'època dels mon. Es diu que l'Stupa coberta d'or, conté una relíquia de Buda.
La flor provincial és la "flama del bosc" (Butea monosperma), mentre que l'arbre provincial és l'"arbre de la pluja" (Samanea saman).

## Divisions administratives
La província està dividida en 8 districtes (amphoe). Alhora aquests se subdivideixen en 51 subdistrictes (tambon) i 551 viles (muban).
| 1. Mueang Lamphun 2. Mae Tha 3. Ban Hong 4. Li | 1. Thung Hua Chang 2. Pa Sang 3. Ban Thi 4. Wiang Nong Long |

Les àrees municipals (thesaban) de la província són la ciutat (thesaban mueang) de Lamphun i 12 municipis (thesaban tambon). Les zones que no són municipals estan administrades per 45 subdistrictes ("TAO") i 2 consells.
Per a les eleccions nacionals, la província se subdivideix en 3 circumscripcions. La primera cobreix el districte de Mueang Lamphun, excepte el subdistricte de Makhuea Chae, la segona cobreix els districtes de Pa Sang i Mae Tha, i el subdistricte de Makhuea Chae del districte de Mueang Lamphun, i la tercera cobreix els districtes de Ban Hong, Thung Hua Chang i Li.

## Turisme

### Monuments

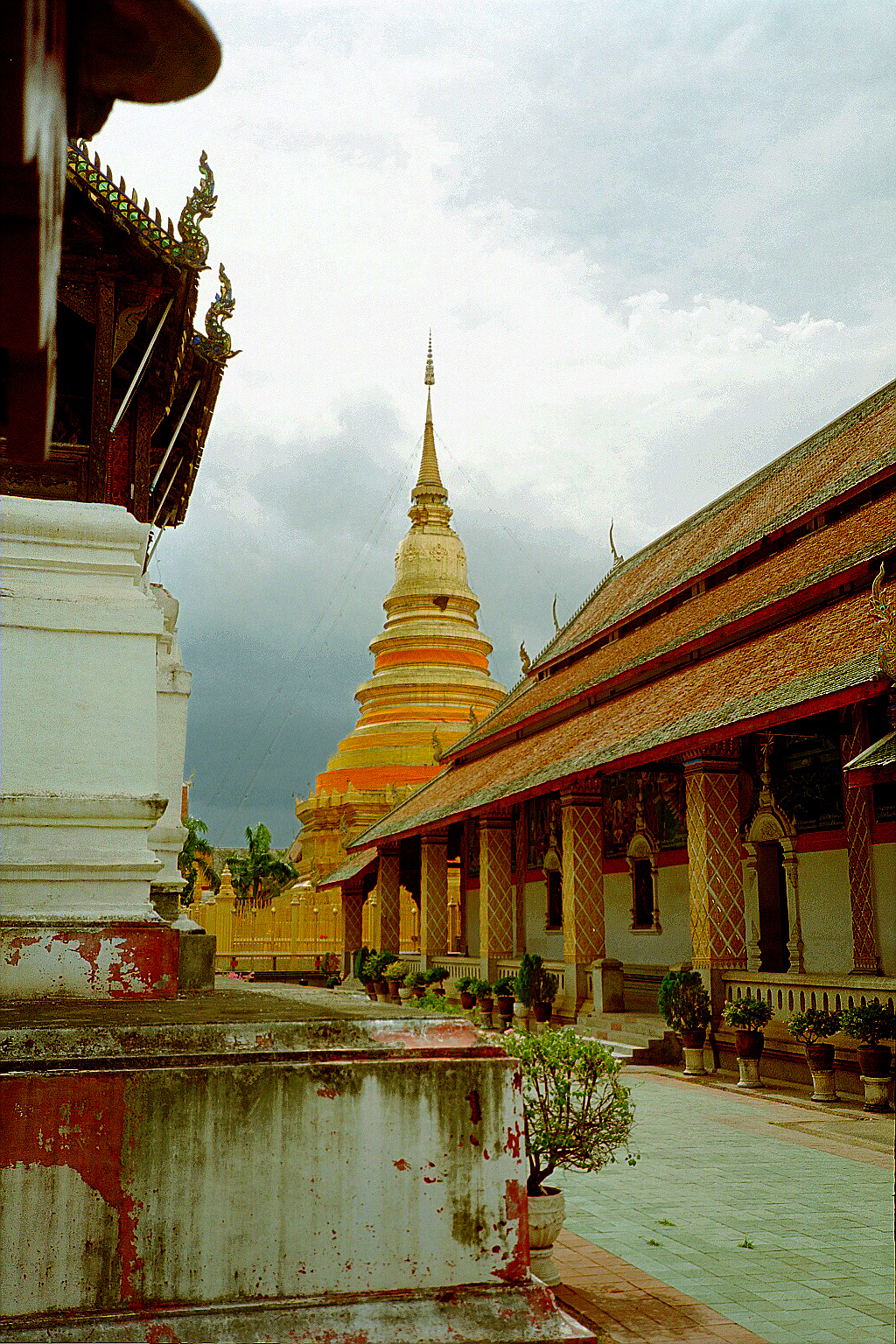
El vihāra i la stupa daurada de Wat Phra That Haripunchai

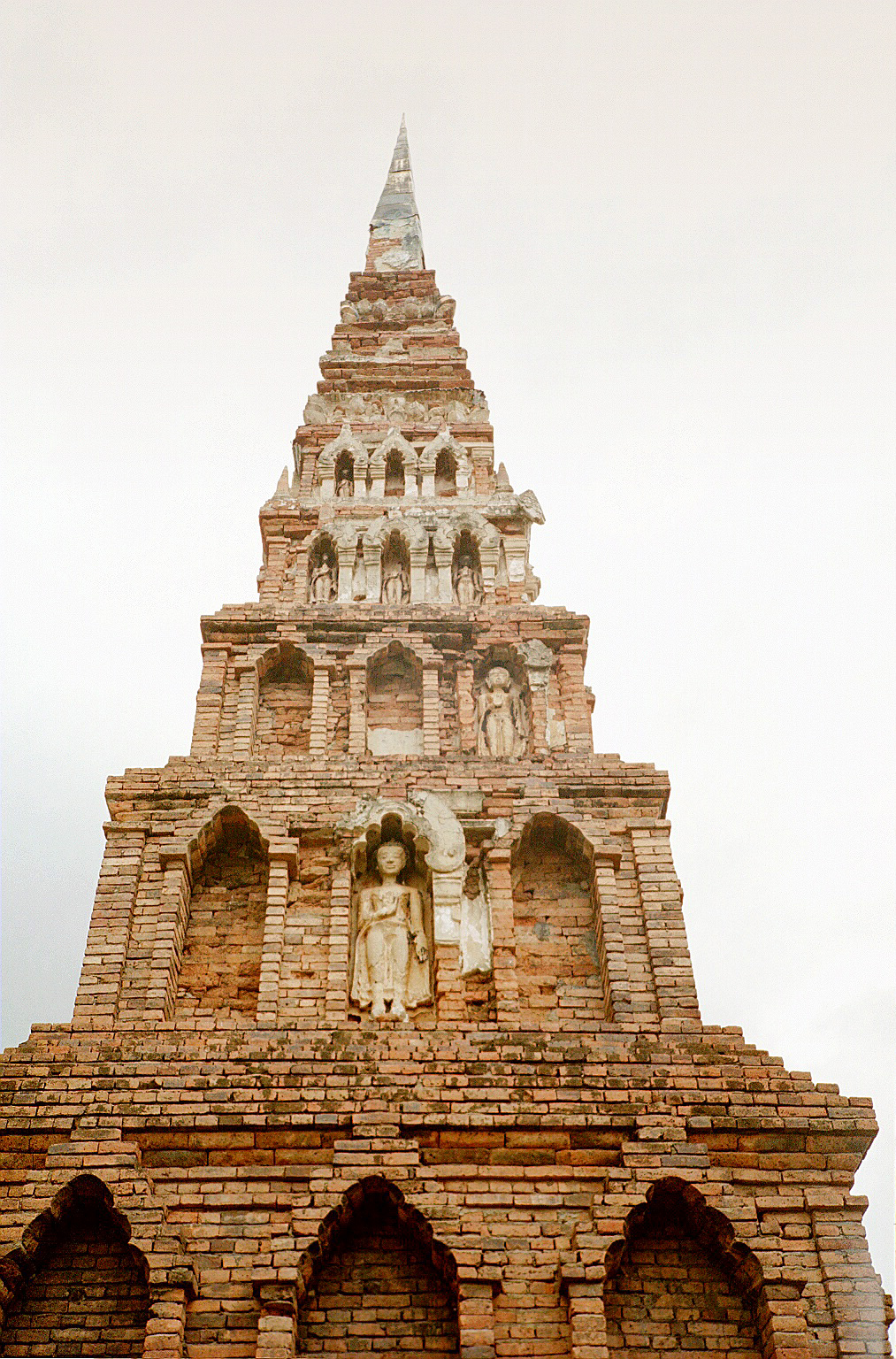
La stupa d'estil Dvaravati de Wat Phra That Haripunchai

Wat Phra That Hariphunchai (วัดพระธาตุหริภุญชัย): El seu punt de referència més important és la stupa daurada de 46 metres d'alçada, que deu el seu aspecte actual a una restauració encarregada el 1443 pel rei de Chiang Mai. Altres obres arquitectòniques destacades són l'arc de maons d'estil antic amb dissenys fins i els parell de lleons esculpits a la porta.
Museu nacional d'Hariphunchai (พิพิธภัณฑสถานแห่งชาติหริภุญชัย): El museu té exposicions i exhibicions del desenvolupament històric i restes arqueològiques trobades a Lamphun. També s'exposen utensilis antics, mostres de l'art indígena Lanna i talles.
Estàtua de Phra Nang Chamthewi (อนุสาวรีย์พระนางจามเทวี): Es tracta d'una estàtua situada al parc públic Nong Dok, que commemora el primer governant d'Hariphunchai.
Estàtua de Suthewa Ruesi (อนุสาวรีย์สุเทวฤาษี): La llegenda diu que un Rusi, o asceta, va ser el fundador d'Hariphunchai. Donat que els ascetes es mantenen al marge dels aspectes mundans, va convidar a Phra Nang Chamthevi, filla del rei de Lopburi, a ascendir al tron i la va ajudar a establir fermament el budisme al territori.
Wat Chamthewi o Wat Ku Kut (วัดจามเทวี หรือ วัดกู่กุด): És conegut popularment com un Ku Kut (กู่กุด), va ser construït segons l'estil Lawo (Lopburi). La stupa és una estructura quadrada similar al Buddhagaya de l'Índia, on es troben les cendres de la reina.
Wat Mahawan (วัดมหาวัน): Un antic temple construït en els temps de la reina Chamthewi. Hi ha una estàtua de Nak Prok (amb serps mitològiques al cap), la qual va fer portar al temple la reina.
Wat Phra Yuen (วัดพระยืน): Antic temple del segle xi que es troba a 1 km a l'est de l'antic centre de la ciutat. La stupa ample amb la seva gran base quadrada i les quatre imatges de Buda daten de principis del segle xx.
Stupa de Ku Chang-Ku Mah (กู่ช้าง-กู่ม้า): Stupa situada al nord-est de l'antiga ciutat i envoltada per quatre estàtues. La stupa té forma cilíndrica i commemora l'elefant de guerra de la reina Chamthewi i al seu fill a sobre.
Ban Nong Chang Khun (บ้านหนองช้างคืน): És la zona de plantació de longan més famosa del país. Els seus fruits de temporada es recullen entre el juliol i l'agost. Els longans van ser introduïts a la regió durant el regnat de Rama V i des d'aleshores s'han estès a les províncies veïnes.
Wat Phra Phutthabat Tak Pha (วัดพระพุทธบาทตากผ้า): Una llegenda diu que Buda hi va estar un cop i que va deixar un rastre com el de la roba color safrà dels monjos i la seva empremta sobre el terra de pedra.
Ban Hong (บ้านโฮ่ง): Allà s'hi troben diversos temples antics construïts segons l'admirable estil indígena, com els de Wat Phra Chao Ton Luang (วัดพระเจ้าตนหลวง), Wat Pa Puai (วัดป่าป๋วย) i Wat Dong Rusi (วัดดงฤาษี). Aquests dos últims temples tenen biblioteques (Ho Trai) de més de 100 anys fetes de fusta.
Tham Luang Pha Wiang (ถ้ำหลวงผาเวียง): Una cova a uns 15 quilòmetres al sud de la ciutat, que conté estalactites amb formes estranyes.
Wat Phra Bat Huai Tom (วัดพระบาทห้วยต้ม): És el temple més gran del districte, i que té una gran stupa d'estil Lanna i un lloc de culte molt ampli construït de laterita pels Karens que vivien a prop, els quals eren admiradors de la molt venerada Phra Kru Ba Chaiwongsa.
Stupa de Ha Duang (เจดีย์ห้าดวง): Es creu que hi havia hagut una antiga ciutat.
Parc nacional Mae Ping (อุทยานแห่งชาติแม่ปิง): Destaca per la presència del riu Ping.

### Productes locals
Pha Mai Yok Dok (ผ้าไหมยกดอก): Es tracta d'un teixit elaborat segons el mètode tradicional. Originalment era utilitzar a la cort reial del nord, i es va fer popular durant el regnat de Rama VI. L'artesania i l'habilitat de produir aquesta mena de seda és apreciada per aquells que s'estimen més els dissenys tradicionals.
Cotó fet a mà (ผ้าฝ้ายทอมือ): Es tracta d'un cotó de preu moderat i de dissenys i colors que han estat millorats, encara que conservant la sensació i la tradició indígenes. S'utilitza generalment per fer estovalles, cortines i en altres usos domèstics.
Talles de fusta (งานไม้แกะสลัก): Són talles d'animals, estris i objectes decoratius fetes amb fustes toves. Les textures naturals de la fusta són visibles i afegeixen bellesa als productes.

## Cultura

### Festivals
El festival més conegut de la província de Lamphun és el Song Nam Phra That Hariphunchai (งานสรงน้ำพระธาตุหริภุญชัย), el qual té els seus orígens a l'antiguitat. Se celebra al maig i representa el principal acte religiós de la província.
Una altra celebració destacada és el Longan Fair (งานเทศกาลลำไย), el qual se celebra durant l'agost per promoure aquest producte tant popular.